# أريل أتوم
أريل أتوم (بالإنجليزية: Ariel Atom) هي سيارة من صناعة شركة ارييل موتور.